# Amministrazione apostolica della Bielorussia
L'amministrazione apostolica della Bielorussia  è una sede della Chiesa cattolica immediatamente soggetta alla Santa Sede. Nel 2023 contava 5.000 battezzati. È retta dall'amministratore apostolico Jan Sergiusz Gajek, M.I.C.

## Territorio
L'amministrazione apostolica estende la sua giurisdizione su tutti i fedeli cattolici di rito bizantino che abitano in Bielorussia.
Il territorio è suddiviso in 16 parrocchie.

## Storia
L'amministrazione apostolica è stata eretta da papa Francesco il 30 marzo 2023 con la bolla Misericordiam et pacem; come primo amministratore apostolico è stato nominato il visitatore apostolico per i fedeli greco-cattolici in Bielorussia Jan Sergiusz Gajek.

## Cronotassi degli amministratori apostolici
Si omettono i periodi di sede vacante non superiori ai 2 anni o non storicamente accertati.
- Jan Sergiusz Gajek, M.I.C., dal 30 marzo 2023

## Statistiche
L'amministrazione apostolica al momento della sua istituzione contava 5.000 battezzati.
| anno | popolazione | popolazione | popolazione | presbiteri | presbiteri | presbiteri | presbiteri                | diaconi | religiosi | religiosi | parrocchie |
| anno | battezzati  | totale      | %           | numero     | secolari   | regolari   | battezzati per presbitero | diaconi | uomini    | donne     | parrocchie |
| ---- | ----------- | ----------- | ----------- | ---------- | ---------- | ---------- | ------------------------- | ------- | --------- | --------- | ---------- |
| 2023 | 5.000       | ?           | ?           | 16         |            |            | 312                       | 3       |           |           | 16         |